# Alphonse de la Cerda
Pour les articles homonymes, voir De la Cerda.
Alphonse Ier de la Cerda, dit Alphonse le Déshérité, né en 1270 et mort en 1333  à Piedrahita, infant de Castille, héritier présomptif de son grand-père, le roi Alphonse X (1221-1284), est spolié de la succession par son oncle Sanche IV.
Il se réfugie dans le royaume d'Aragon, grâce à sa grand-mère Yolande d'Aragon, reine de Castille, puis en France à partir de 1303.
Il est petit-fils du roi de France Louis IX par la fille de celui-ci, Blanche.

## Biographie

### Origines familiales
Il est le fils aîné de Ferdinand de la Cerda (1255-1275), fils aîné d'Alphonse X.
Sa mère est Blanche de France (1253-1320), fille de Louis IX. 
Il a un frère cadet, Ferdinand (1275-1322), souche des De la Cerda de Lara, et beau-père de Charles d'Étampes et Charles II d'Alençon.

### Réfugié en Aragon, puis en France
Après l'usurpation du trône par Sanche IV (1275, puis 1284), l'épouse d'Alphonse X, Yolande d'Aragon, l'emmène, ainsi que son frère, dans le royaume d'Aragon pour le mettre sous la protection du roi Pierre III d'Aragon, frère de Yolande. Installés dans la forteresse de Xàtiva, ils y demeurent pendant treize ans.
En 1303, Alphonse le Déshérité trouve refuge en France où le roi Philippe IV le Bel le fait baron de Lunel.

## Conflit géopolitique
Les infants de la Cerda ont constitué l'enjeu d'un conflit politique en Europe occidentale au XIIIe siècle. Le royaume de France et le royaume de Castille avait entamé un rapprochement depuis le mariage du prince Louis, futur Louis VIII, avec Blanche de Castille. Blanche de Castille eut une forte influence sur fils Louis IX, roi de france à la suite Louis VIII. Louis IX fait le choix de poursuivre le rapprochement des deux royaumes en mariant sa fille Blanche à Ferdinand de la Cerda, fils aîné d'Alphonse X de Castille. Un accord est conclu entre Louis IX et Alphonse X en 1266 : en échange de la renonciation de la France sur la Castille, celle-ci reviendrait aux enfants de Ferdinand de la Cerda et de Blanche de France. Le mariage entre Ferdinand et Blanche a lieu en 1268.
De cette union naissent Alphonse de la Cerda dit "le déshérité" et Ferdinand II de Castille.
La mort prématurée en 1275 de Ferdinand de la Cerda à 19 ans, permet à son frère puiné, Sanche, d'usurper ses droits au trône de Castille, au détriment des enfants de Ferdinand qu'il fait emprisonner. Malgré les protestations de deux ambassades françaises, Alphonse X entérine l'usurpation de son fils cadet. Blanche par se réfugier en France son royaume d'origine.
En 1276, une première expédition est alors engagée par Philippe III, roi de France depuis 1270, contre la Castille pour libérer les infants de la Cerda et imposer leur droit au trône de Castille. L'expédition tourne vite au fiasco pour des raisons financières. Alors que les troupes manquent de vivres, le pain est hors-de prix. De plus un hiver rude s'annonce. L'armée fait demi-tour avant même de passer les Pyrénées.
Robert d'Artois est alors envoyé négocier des accords avec le roi de Castille. En novembre 1276 est conclue la première convention de Vitoria qui prévoit entre autres  l'annulation des hommages prêtés à Sanche et la convocation d'une assemblée de barons castillans. Le seconde convention acte l'amnistie des rebelles.
En 1279, le roi d'Angleterre Édouard Ier est missionné de trouver la paix entre France et Castille.
En 1280, Charles d'Anjou propose en vain la médiation de son fils, le prince de Salerne pour conclure la paix. Une rencontre était prévue à Mont-de-Marsan entre les rois français et castillan mais ce dernier ne vient pas à la rencontre, s'arrête à Bayonne et demande un compromis provisoire. Alphonse X renie ses promesse et propose au prince de Salerne d'offrir aux infants de la Cerda le royaume de Jaèn, qu'ils tiendraient en fief de don Sanche, tenu pour héritier de la Castille. Philippe III outré par la proposition quitte définitivement Mont-de-Marsan et met fin aux négociations.
Le prince de Salerne continue à faire la navette entre les rois. Alphonse X, lassé, finit par libérer en 1281 les infants de la Cerda, acte perçu comme une humiliation du côté français.
La même année, Sanche envisage la confrontation avec la France et forme une alliance avec le roi d'Aragon. Alphonse X préférant sauvegarder la paix déshérite le 8 novembre 1282 son fils Sanche qui entre alors en révolte soutenu par les musulmans de Grenade. La guerre civile castillane écarte le conflit franco-castillan. Le pape Martin IV cherche à pousser les rois de France et d'Angleterre à soutenir Alphonse X contre son fils. La lutte entre père et fils s'achève par la mort d'Alphonse X en 1284. Sanche devient alors Sanche IV mais est loin d'avoir toute liberté de mouvement, menacé à la fois par les musulmans et des troupes navarraises.

## Mariage et descendance
Vers 1289-1290, il épouse Mathilde de Brienne d'Eu, fille du comte Jean II de Brienne (mort en 1294), comte d'Eu, dont il eut sept enfants :
- Alphonse II de la Cerda (1289-1327) (mort le 15 avril 1327). Il épouse en 1325 Isabelle d'Antoing d'Épinoy (née vers 1300, morte en 1354 ; veuve d'Henri II de Louvain-Gaasbeek et remariée en 3es noces à Jean de Melun, d'où les princes d'Epinoy), et il a pour fils : 
  - Charles de la Cerda, connétable de France (assassiné en 1354) ;
- Henri de la Cerda, archidiacre de Paris ;
- Louis de la Cerda (mort à Lamotte-du-Rhône en 1348), père entre autres d'Isabelle de La Cerda, qui épouse Bernard de Béarn, bâtard de Gaston Fébus, d'où les ducs de Medinaceli ;
- Marguerite de la Cerda (morte après 1328) ;
- Jean Alphonse de la Cerda (mort en 1347) ;
- Marie de la Cerda (morte en 1354) ;
- Inés de la Cerda (morte en 1362).